# Schlossberg (pista sciistica)
La Schlossberg è una pista sciistica situata a Lienz, in Austria. Sul pendio, che si snoda sull'Hochstein, si tengono tenute gare di slalom gigante e slalom speciale della Coppa del Mondo di sci alpino.

## Storia
Dal 1997 si disputano, solitamente nell'ultimo week-end di dicembre e a cadenza biennale negli anni dispari (alternandosi con la località di Semmering), un gigante ed uno slalom speciale di Coppa del Mondo femminile.
Il tracciato è uno dei pochi della Coppa del Mondo di sci alpino a trovarsi nelle immediate vicinanze del centro cittadino, terminando presso Iseltaler Strasse. La partenza dello slalom gigante è posizionata ad un'altitudine di 1008 metri sul livello del mare sul monte Hochstein, uno dei polmoni verdi della città. Pur non presentando pendenze particolarmente accentuate, è considerato un tracciato abbastanza impegnativo che esalta soprattutto gli sciatori più tecnici, in virtù di continui cambi di pendenza, luce e direzione. Nella parte alta la pista si presenta molto stretta, costringendo i tracciatori a scelte abbastanza restrittive nel posizionamento delle porte. Il tratto più ripido è il muro finale, dove è importante arrivare con la giusta direzione per non accumulare ritardi di linea. L'arrivo è posizionato ad un'altitudine di 680 metri sul livello del mare.

## Albo d'oro

### Uomini

#### Slalom gigante
| Competizione                       | Data             | Primo          | Secondo      | Terzo             |
| ---------------------------------- | ---------------- | -------------- | ------------ | ----------------- |
| Coppa del Mondo di sci alpino 1970 | 20 dicembre 1969 | Patrick Russel | Gustav Thöni | Jakob Tischhauser |

#### Slalom speciale
| Competizione                       | Data             | Primo            | Secondo       | Terzo         |
| ---------------------------------- | ---------------- | ---------------- | ------------- | ------------- |
| Coppa del Mondo di sci alpino 1970 | 21 dicembre 1969 | Jean-Noël Augert | Herbert Huber | Spider Sabich |
| Coppa del Mondo di sci alpino 1988 | 12 gennaio 1988  | Bernhard Gstrein | Alberto Tomba | Jonas Nilsson |

### Donne

#### Slalom gigante
| Competizione                       | Data             | Prima             | Seconda                 | Terza                  |
| ---------------------------------- | ---------------- | ----------------- | ----------------------- | ---------------------- |
| Coppa del Mondo di sci alpino 1970 | 19 dicembre 1969 | Judy Nagel        | Michèle Jacot           | Barbara Cochran        |
| Coppa del Mondo di sci alpino 2000 | 29 dicembre 1999 | Anita Wachter     | Allison Forsyth         | Birgit Heeb            |
| Coppa del Mondo di sci alpino 2002 | 28 dicembre 2001 | Lilian Kummer     | Karen Putzer            | Ylva Nowén Anja Pärson |
| Coppa del Mondo di sci alpino 2004 | 28 dicembre 2003 | Nicole Hosp       | Renate Götschl          | Kirsten Clark          |
| Coppa del Mondo di sci alpino 2006 | 28 dicembre 2005 | Anja Pärson       | Nicole Hosp             | Tina Maze              |
| Coppa del Mondo di sci alpino 2008 | 28 dicembre 2007 | Denise Karbon     | Julia Mancuso           | Nicole Gius            |
| Coppa del Mondo di sci alpino 2010 | 18 dicembre 2009 | Kathrin Hölzl     | Manuela Mölgg           | Taïna Barioz           |
| Coppa del Mondo di sci alpino 2012 | 28 dicembre 2011 | Anna Fenninger    | Federica Brignone       | Tessa Worley           |
| Coppa del Mondo di sci alpino 2014 | 28 dicembre 2013 | Anna Fenninger    | Jessica Lindell Vikarby | Mikaela Shiffrin       |
| Coppa del Mondo di sci alpino 2016 | 18 dicembre 2015 | Lara Gut          | Tina Weirather          | Viktoria Rebensburg    |
| Coppa del Mondo di sci alpino 2018 | 29 dicembre 2017 | Federica Brignone | Viktoria Rebensburg     | Mikaela Shiffrin       |
| Coppa del Mondo di sci alpino 2020 | 28 dicembre 2019 | Mikaela Shiffrin  | Marta Bassino           | Katharina Liensberger  |
| Coppa del Mondo di sci alpino 2022 | 28 dicembre 2021 | Tessa Worley      | Petra Vlhová            | Sara Hector            |
| Coppa del Mondo di sci alpino 2024 | 28 dicembre 2023 | Mikaela Shiffrin  | Federica Brignone       | Sara Hector            |

#### Slalom speciale
| Competizione                       | Data             | Prima            | Seconda                          | Terza              |
| ---------------------------------- | ---------------- | ---------------- | -------------------------------- | ------------------ |
| Coppa del Mondo di sci alpino 1970 | 20 dicembre 1969 | Judy Nagel       | Ingrid Lafforgue                 | Bernadette Rauter  |
| Coppa del Mondo di sci alpino 1998 | 27 dicembre 1997 | Ylva Nowén       | Deborah Compagnoni               | Urška Hrovat       |
| Coppa del Mondo di sci alpino 1998 | 28 dicembre 1997 | Ylva Nowén       | Kristina Koznick                 | Deborah Compagnoni |
| Coppa del Mondo di sci alpino 2000 | 19 dicembre 1999 | Sabine Egger     | Nataša Bokal                     | Karin Köllerer     |
| Coppa del Mondo di sci alpino 2002 | 29 dicembre 2001 | Anja Pärson      | Monika Bergmann Kristina Koznick |                    |
| Coppa del Mondo di sci alpino 2004 | 29 dicembre 2003 | Anja Pärson      | Nicole Hosp                      | Monika Bergmann    |
| Coppa del Mondo di sci alpino 2006 | 29 dicembre 2005 | Marlies Schild   | Nicole Hosp                      | Janica Kostelić    |
| Coppa del Mondo di sci alpino 2008 | 29 dicembre 2007 | Chiara Costazza  | Nicole Hosp                      | Tanja Poutiainen   |
| Coppa del Mondo di sci alpino 2010 | 29 dicembre 2009 | Marlies Schild   | Sandrine Aubert                  | Kathrin Zettel     |
| Coppa del Mondo di sci alpino 2012 | 29 dicembre 2011 | Marlies Schild   | Tina Maze                        | Mikaela Shiffrin   |
| Coppa del Mondo di sci alpino 2014 | 29 dicembre 2013 | Marlies Schild   | Mikaela Shiffrin                 | Maria Riesch       |
| Coppa del Mondo di sci alpino 2016 | 29 dicembre 2015 | Frida Hansdotter | Wendy Holdener                   | Petra Vlhová       |
| Coppa del Mondo di sci alpino 2018 | 28 dicembre 2017 | Mikaela Shiffrin | Wendy Holdener                   | Frida Hansdotter   |
| Coppa del Mondo di sci alpino 2020 | 29 dicembre 2019 | Mikaela Shiffrin | Petra Vlhová                     | Michelle Gisin     |
| Coppa del Mondo di sci alpino 2022 | 29 dicembre 2021 | Petra Vlhová     | Katharina Liensberger            | Michelle Gisin     |
| Coppa del Mondo di sci alpino 2024 | 29 dicembre 2023 | Mikaela Shiffrin | Lena Dürr                        | Michelle Gisin     |